# Lancieri Novara 2019
Questa voce raccoglie le informazioni riguardanti i Lancieri Novara nelle competizioni ufficiali della stagione 2019.

## Roster
| Roster dei Lancieri Novara (2019) |
| --- |
| Quarterback - 12 Eros Mozzillo - 16 Nicolò Zanforlin Running Back - 26 Alessio Buccinotti - 33 Francesco di Mario FB - 7 Roberto Grieco - 48 Simone Purghè Wide Receiver - 5 Luca Galdini - Xhelian Molla - 9 Diego Ricci - 88 Marco Rolando - 5 Davide Zulian - 21 Livio Zuliani Offensive Linemen - 62 Riccardo di Giorgio - 76 Gabor Kispal - 55 Akim Vigna Defensive Linemen - 92 Andrea Ariotto DE - 95 Andrea Sanaldi DE Linebacker - 47 Matteo Carena - 7 Michael Caruso - 24 Nicolò Fabiole - 45 Armando Mucca - 56 Marco Pavan - 49 Lucas Rocha Defensive Back - 32 Ehab Atta - 6 Alberto Canetta FS - 25 Rochelio Cantaro - 22 Lorenzo Mantovan CB - 28 Stefano Piscopo Special Team - 23 Gabriele Purghè K Coaching staff Andrea Di Girolamo (HC/QB) · Massimo Coppola (DC) · Andrea Bonfiglio (CB) · Matteo Andreoni (DL) · Mauro Frangipane (RB) · Stefano Guerrini (DB) · Primo Pizzo (DL) · Franco Testa (OL) |

## Campionato Italiano Football a 9 2019

### Stagione regolare
| Novara 24 febbraio 2019, ore 14:00 | Lancieri Novara | 34 – 20 (13-7 14-0 0-6 7-7) referto | Wolverines Piacenza | Lancieri Field (100 spett.)\| Arbitro: \| M. Bernardi \| |
| Arbitro:                           | M. Bernardi     |                                     |                     |                                                          |

| Chiavari 2 marzo 2019, ore 21:30 | Predatori Golfo del Tigullio | 24 – 7 (0-0 7-0 0-7 17-0) referto | Lancieri Novara | C.S. Daneri (100 spett.)\| Arbitro: \| Camossa \| |
| Arbitro:                         | Camossa                      |                                   |                 |                                                   |

| Piacenza 10 marzo 2019, ore 15:00 | Wolverines Piacenza | 22 – 15 (6-0 9-0 7-0 0-15) referto | Lancieri Novara | Centro Sportivo Rugby Gigi Savoia (60 spett.)\| Arbitro: \| S. Bernini \| |
| Arbitro:                          | S. Bernini          |                                    |                 |                                                                           |

| Novara 24 marzo 2019, ore 15:06 | Lancieri Novara | 30 – 6 (0-6 7-0 16-0 7-0) referto | Frogs Legnano | Lancieri Field (100 spett.) |

| Novara 28 aprile 2019, ore 16:00 | Lancieri Novara | 14 – 30 (0-0 7-10 7-13 0-7) referto | Predatori Golfo del Tigullio | Lancieri Field (100 spett.)\| Arbitro: \| F. Garlaschi \| |
| Arbitro:                         | F. Garlaschi    |                                     |                              |                                                           |

| Bresso 11 maggio 2019, ore 21:00 | Rams Milano | 18 – 14 (6-0 6-7 0-0 6-7) referto | Lancieri Novara | Centro Sportivo Comunale (150 spett.) |

## Statistiche di squadra
| Competizione | %Vittorie | In casa | In casa | In casa | In casa | In casa | In casa | In trasferta | In trasferta | In trasferta | In trasferta | In trasferta | In trasferta | Totale | Totale | Totale | Totale | Totale | Totale |
| Competizione | %Vittorie | G       | V       | N       | P       | Pf      | Ps      | G            | V            | N            | P            | Pf           | Ps           | G      | V      | N      | P      | Pf     | Ps     |
| ------------ | --------- | ------- | ------- | ------- | ------- | ------- | ------- | ------------ | ------------ | ------------ | ------------ | ------------ | ------------ | ------ | ------ | ------ | ------ | ------ | ------ |
| Campionato   | .333      | 3       | 2       | 0       | 1       | 78      | 56      | 3            | 0            | 0            | 3            | 36           | 64           | 6      | 2      | 0      | 4      | 114    | 120    |
| Totale       | .333      | 3       | 1       | 0       | 2       | 78      | 56      | 3            | 0            | 0            | 3            | 36           | 64           | 6      | 2      | 0      | 4      | 114    | 120    |

## Statistiche personali

### Marcatori
| Giocatore    | Ruolo | TD rush | TD recv | TD int | TD p.ret | TD k.ret | TD oth | Xp1 | Xp2 | FG | Saf | Totale |
| ------------ | ----- | ------- | ------- | ------ | -------- | -------- | ------ | --- | --- | -- | --- | ------ |
| N. Zanforlin |       | 7       | 0       | 0      | 0        | 0        | 0      | 0   | 1   | 0  | 0   | 44     |
| A. Pricoco   |       | 0       | 2       | 0      | 0        | 0        | 0      | 11  | 0   | 1  | 0   | 26     |
| L. Manneh    |       | 0       | 3       | 0      | 0        | 0        | 0      | 0   | 0   | 0  | 0   | 18     |
| E. Mozzillo  |       | 1       | 2       | 0      | 0        | 0        | 0      | 0   | 0   | 0  | 0   | 18     |
| L. Merante   |       | 1       | 0       | 0      | 0        | 0        | 0      | 0   | 1   | 0  | 0   | 8      |

### Passer rating
| Giocatore    | G | Att | Comp | Int | Yds | TD | NFL   | NCAA  |
| ------------ | - | --- | ---- | --- | --- | -- | ----- | ----- |
| N. Zanforlin | 6 | 155 | 63   | 4   | 751 | 6  | 58,29 | 88,96 |
| E. Mozzillo  | 6 | 19  | 7    | 1   | 55  | 1  | 40,90 | 68,00 |
| R. Grieco    | 4 | 1   | 0    | 0   | 0   | 0  | 39,80 | 0,00  |